# Georg Heinrichs
Georg Heinrichs (* 10. Juni 1926 in Berlin; † 20. Dezember 2020 ebenda) war ein deutscher Architekt und Stadtplaner. Seine wichtigsten Werke, darunter wesentliche stadtbildprägende Arbeiten, entstanden in den 1960er und 1970er Jahren in West-Berlin. Heinrichs arbeitete bis 1967 in einer Architektengemeinschaft mit Hans Christian Müller.

## Leben
Georg Heinrichs Kindheit war stark von den Erfahrungen im Nationalsozialismus geprägt. 1944 wurde er wegen der jüdischen Abkunft seiner Mutter in ein Arbeitslager in Petershütte im Harz deportiert. Seine Großeltern wurden während der deutschen Besatzungszeit nach 1941 in Estland ermordet, sein Bruder Sergej starb kurz vor Kriegsende in einem Arbeitslager bei Dessau.
Nach Kriegsende begann Heinrichs ein Studium an der von Max Taut gegründeten Architekturschule an der Berliner Hochschule der Künste (heute: UdK), das er 1954 abschloss. Seine ersten beruflichen Erfahrungen sammelte er beim Bauhaus-Architekten Wils Ebert, bei dem er an der Erweiterung der Dahlemer Museen mitwirkte, sowie im Architekturbüro Yorke-Rosenberg-Mardall in London. Heinrichs’ Projekt in diesem Büro war der Tower des Gatwick Airport. Er entwarf die Fassaden des Towers. Außerdem arbeitete er für Alvar Aalto, der 1957 im Rahmen der Internationalen Bauausstellung ein Gebäude für das Berliner Hansaviertel plante.

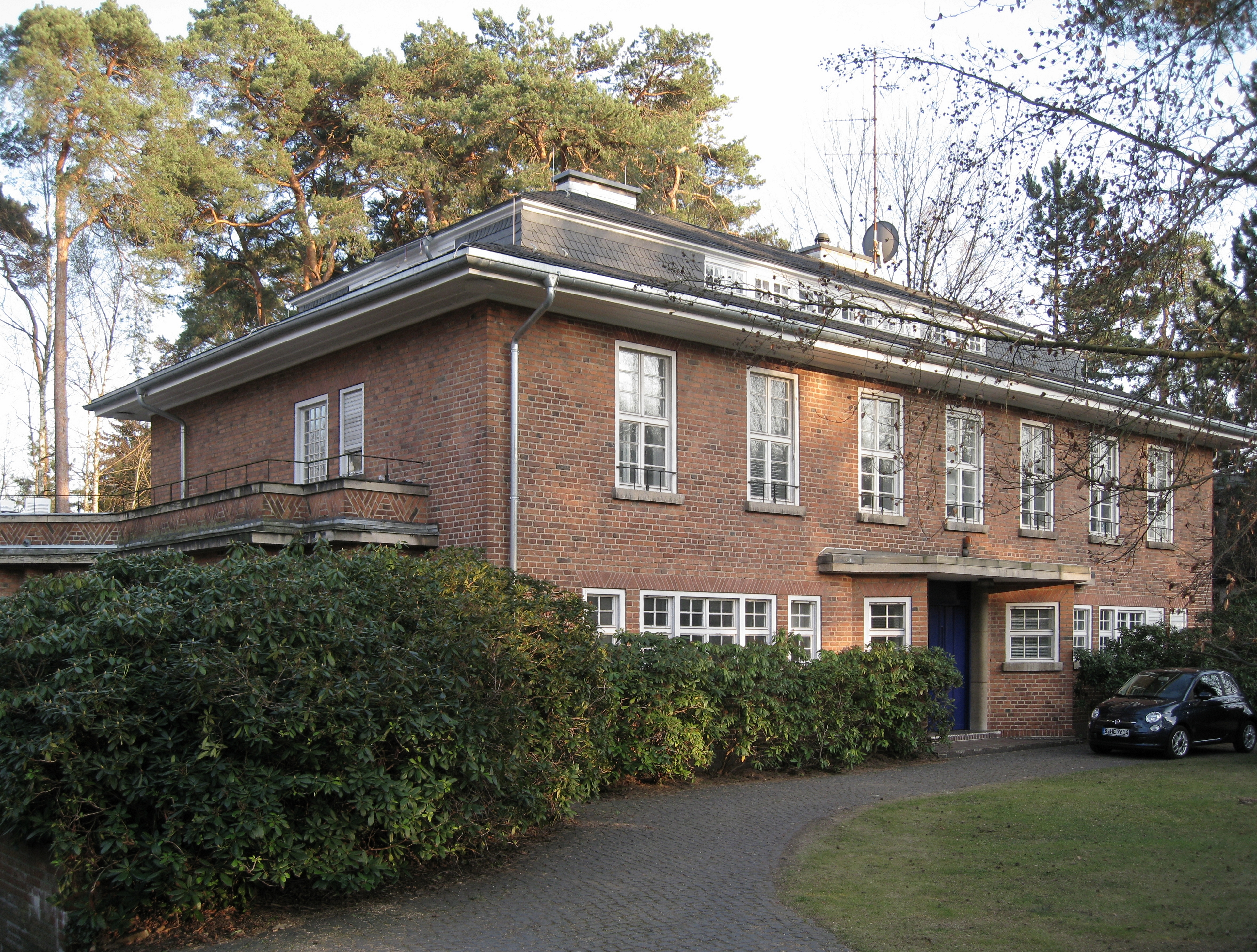
„Immerhin liegt das Haus hier an der Clayallee, da hört man wenigstens ein bisschen Autolärm. So weiß ich, dass ich noch lebe.“ Georg Heinrichs im SZ-Interview 2011 über sein Zuhause in der 1925/26 von Bruno Paul entworfenen Villa (Haus Auerbach).

Heinrichs starb im Dezember 2020 im Alter von 94 Jahren in Berlin. Seine letzte Ruhestätte erhielt er auf dem Waldfriedhof Dahlem (Feld 007-143).

## Werk

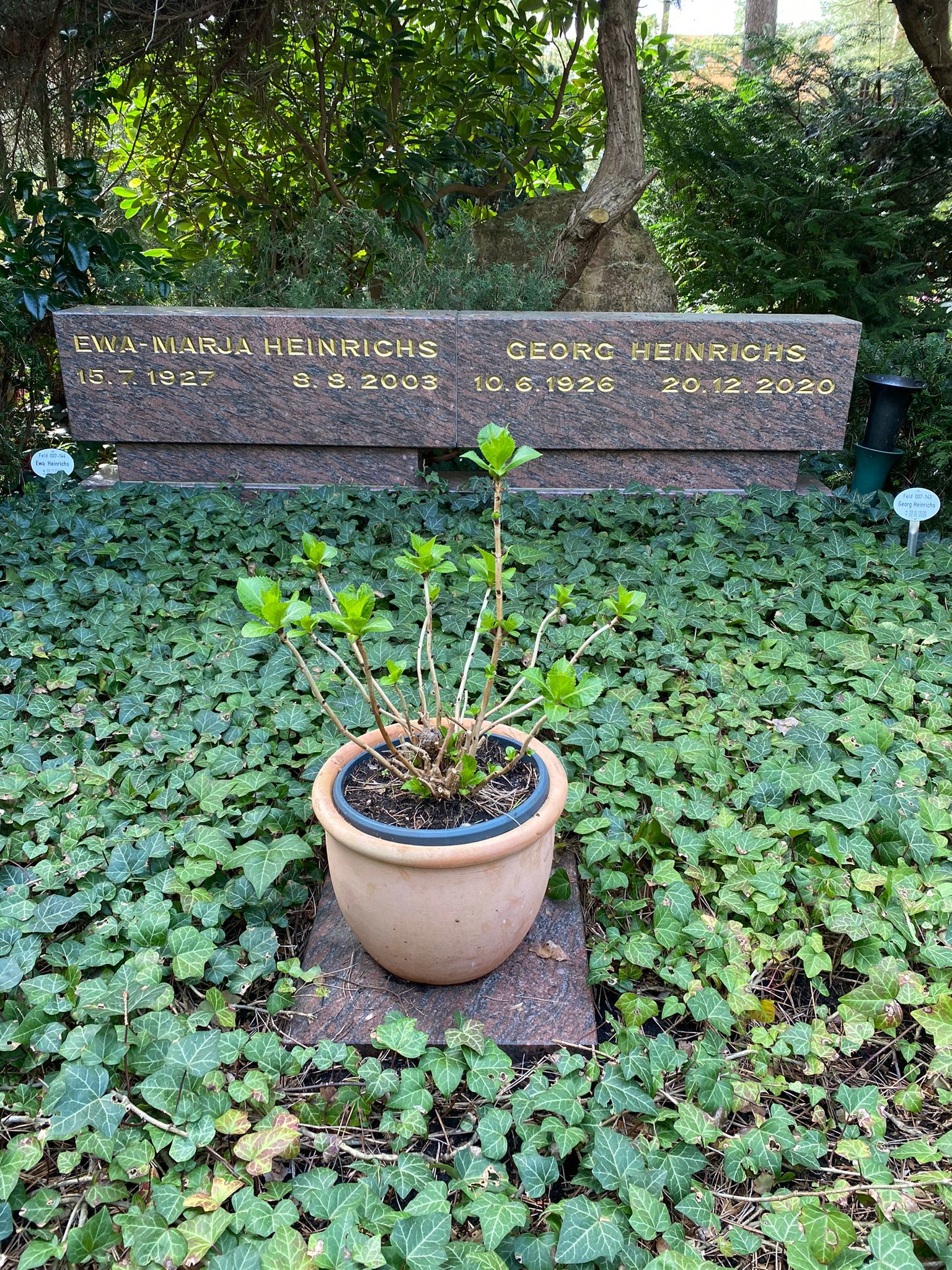
Grabstätte auf dem Waldfriedhof Dahlem

Als Vertreter der Moderne führte Georg Heinrichs in seinen Bauten die horizontal-dynamische Architektur Erich Mendelsohns mit der Rationalität Ludwig Mies van der Rohes zusammen. Dominierendes ästhetisches Element seiner Entwürfe ist die von ihm selbst als „zurückhaltend und bescheiden“ bezeichnete Horizontale, die vertikale Form dagegen empfand er als aggressiv und lehnte sie konsequent ab, ebenso das Quadrat als geometrisches Ordnungsraster und Grundmotiv, das er als „proportionslos“ bezeichnete, im Gegensatz z. B. zu Oswald Mathias Ungers oder Richard Meier.
Seine Entwürfe zeichnen sich neben einem häufig skulptural anmutenden Charakter auch durch zum Teil flexible bzw. intelligente Grundrisslösungen aus. Gleichzeitig sind die Bauten häufig schon zu ihrer jeweiligen Bauzeit Ziel starker Kritik gewesen. Zu seinen bekanntesten Projekten zählt das städtebauliche Konzept und die Gesamtplanung für das Märkische Viertel im Berliner Bezirk Reinickendorf (1962, mit Werner Düttmann und Hans Christian Müller).

## Ausgeführte Bauten (Auswahl)
- 1950, 1958–1959, 1959–1967: Internationales Studierendenwohnheim Eichkamp in Berlin-Westend, Harbigstraße 14 (mit Hans Christian Müller und Ludwig Leo)[11]
- 1956–1957: Ferienhaus Dr. Kienzle in St. Anton in Österreich
- 1958: Haus Gause in Berlin-Grunewald, Humboldtstraße 37[12]
- 1959: Haus Karsch in Berlin-Zehlendorf, Klopstockstraße 37[12][13]
- 1959–1991: Fabrikationsanlage der Firma Leitz in Berlin-Lichtenrade (mit Hans Christian Müller)[14]
- 1960: Haus Müllerburg in Berlin-Westend, Sensburger Allee 19a[12][15]
- 1960–1970: Städtebauliche Gesamtplanung der Wohnsiedlung Märkisches Viertel in Berlin (mit Hans Christian Müller und Werner Düttmann)
- 1961: Haus Dr. Schätzing in Berlin-Zehlendorf, Clayallee 256[12][16]
- 1961–1964: Kapelle auf dem Friedhof der Ev. Gemeinden St. Johannis und Heiland in Berlin-Wedding, Nordufer 31 (mit Hans Christian Müller)[17]
- 1961–1962, 1964–1967: Jugendgästehaus Kluckstraße 3 in Berlin-Tiergarten (mit Hans Christian Müller)[18]
- 1962–1968: Wohnbebauung Röpraredder, Hamburg-Lohbrügge (mit Hans Christian Müller)[14]
- 1962–1982: Fabrikgebäude Firma Leitz, Uelzen (mit Hans Christian Müller)
- 1962–1970: Fabrikgebäude Firma Leitz, Stuttgart (mit Hans Christian Müller)[14]
- 1963: Neubau des Gemeindehauses der Johanniskirche in Berlin-Moabit (mit Hans Christian Müller)
- 1963: Evangelisches Gemeindehaus in Berlin-Kreuzberg, Zossener Str. (mit Hans Christian Müller), abgerissen 1999[19]
- 1964–1969: Wohnhausgruppen 911, 912 und 922 im Märkischen Viertel in Berlin, Senftenberger Ring (mit Hans Christian Müller)[14]
- 1965–1969: Wohn- und Geschäftshaus Zum Alten Fritz, Lindenstraße 76/77 in Berlin-Kreuzberg (mit Hans Christian Müller)[14]
- 1966–1970: Wohnbebauung Opernviertel-Nord in der Bismarckstraße in Berlin-Charlottenburg (mit Hans Christian Müller)[14]
- 1967–1981: Autobahnüberbauung Schlangenbader Straße in Berlin-Wilmersdorf (mit Gerhard und Klaus Krebs)[20]
- 1967–1970: Einkaufszentrum Forum Steglitz in der Schloßstraße (mit Finn Bartels und Christoph Schmidt-Ott)
- 1968–1971: Evangelisches Konsistorium im Hansaviertel, Bachstraße 1/2, Hansaviertel, Berlin (mit Hans-Christian Müller), abgerissen 2011[21]
- 1968–1979: Apartmentkomplex Pichelssee in Berlin-Pichelsdorf[22]
- 1970       Verwaltungsgebäude des Friedhofs der Ev. Gemeinden St. Johannis und Heiland in Berlin-Wedding, Nordufer 31 (mit Hans Christian Müller)[23]
- 1970–1980: Wohnring Vineta-Platz in Berlin-Gesundbrunnen
- 1971–1973: Wohnbebauung Hampsteadstraße 21–31 in Berlin-Zehlendorf[14]
- 1971–1973: Wohn- und Geschäftsbebauung Wittekindstraße 45–47 in Berlin-Tempelhof
- 1972–1982: Wohnbebauung Krumme Straße in Berlin-Charlottenburg
- 1975–1976: Appartementhaus Uhlandstraße 195/196 in Berlin-Charlottenburg
- 1976–1979: Wohnbebauung Heinrich-Zille-Siedlung in Berlin-Tiergarten
- 1978–1979: Hotel Excelsior Hardenbergstraße 13/14 in Berlin-Charlottenburg
- 1981–1984: Wohnbebauung Schweidnitzer Straße 11–14 in Berlin-Wilmersdorf
- 1983–1985: Blocksanierung Bugenhagenstraße/Stromstraße in Berlin-Tiergarten
- 1986–1987: Blockrandbebauung für die IBA, Am Karlsbad 6/7 in Berlin-Tiergarten
- 1990: Haus Dr. Tiemann, Auf dem Grat 43A in Berlin-Zehlendorf[24]
- 1991: Mehrfamilienwohnhaus Kurze Straße 17 in Berlin-Zehlendorf[25]
- 1991–1993: Gewerbegebäude Rankestraße 21 in Berlin-Wilmersdorf[24]
- 1993: Mehrfamilienwohnhaus Kirchhofstraße in Berlin-Spandau[25]

## Bildergalerie

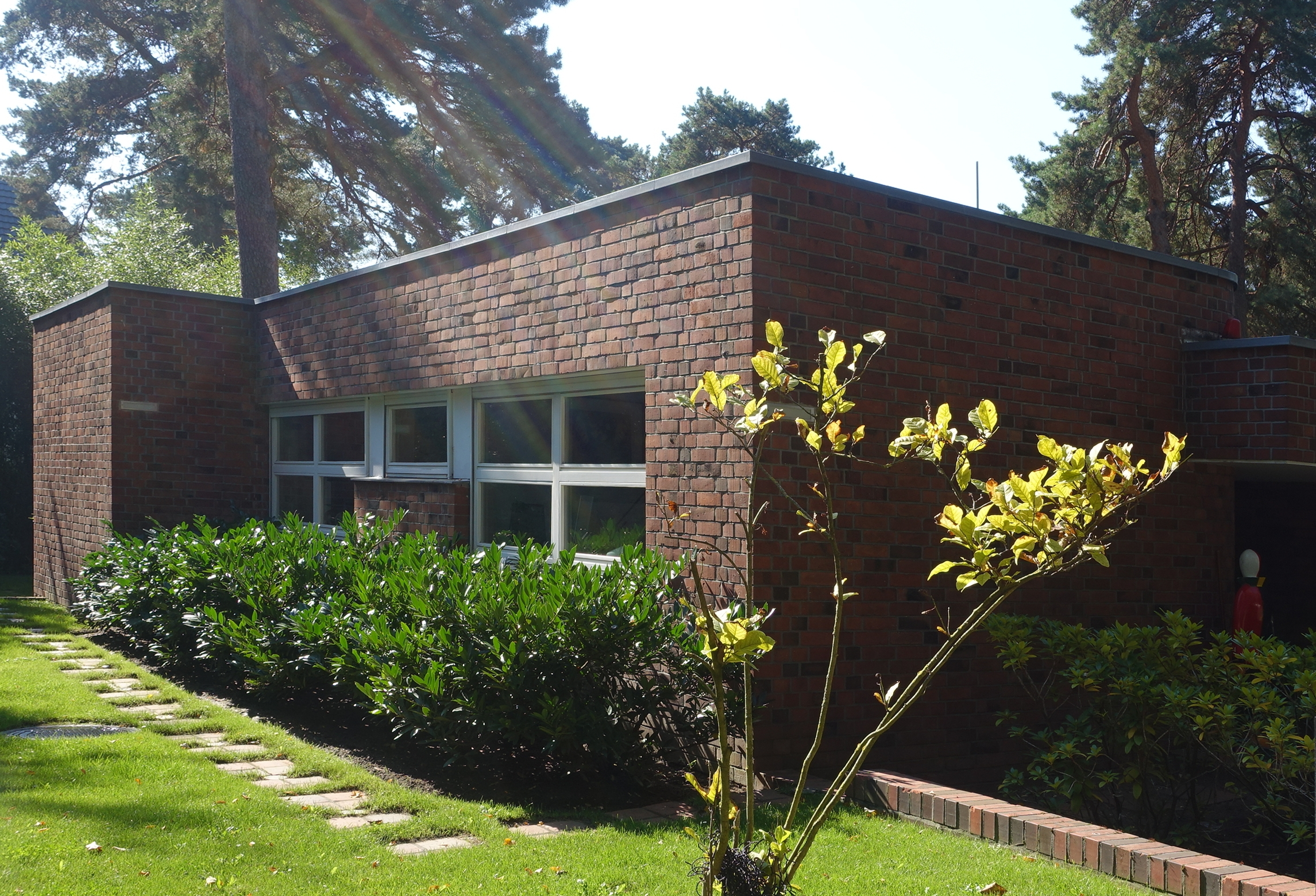
Haus Karsch (1959)
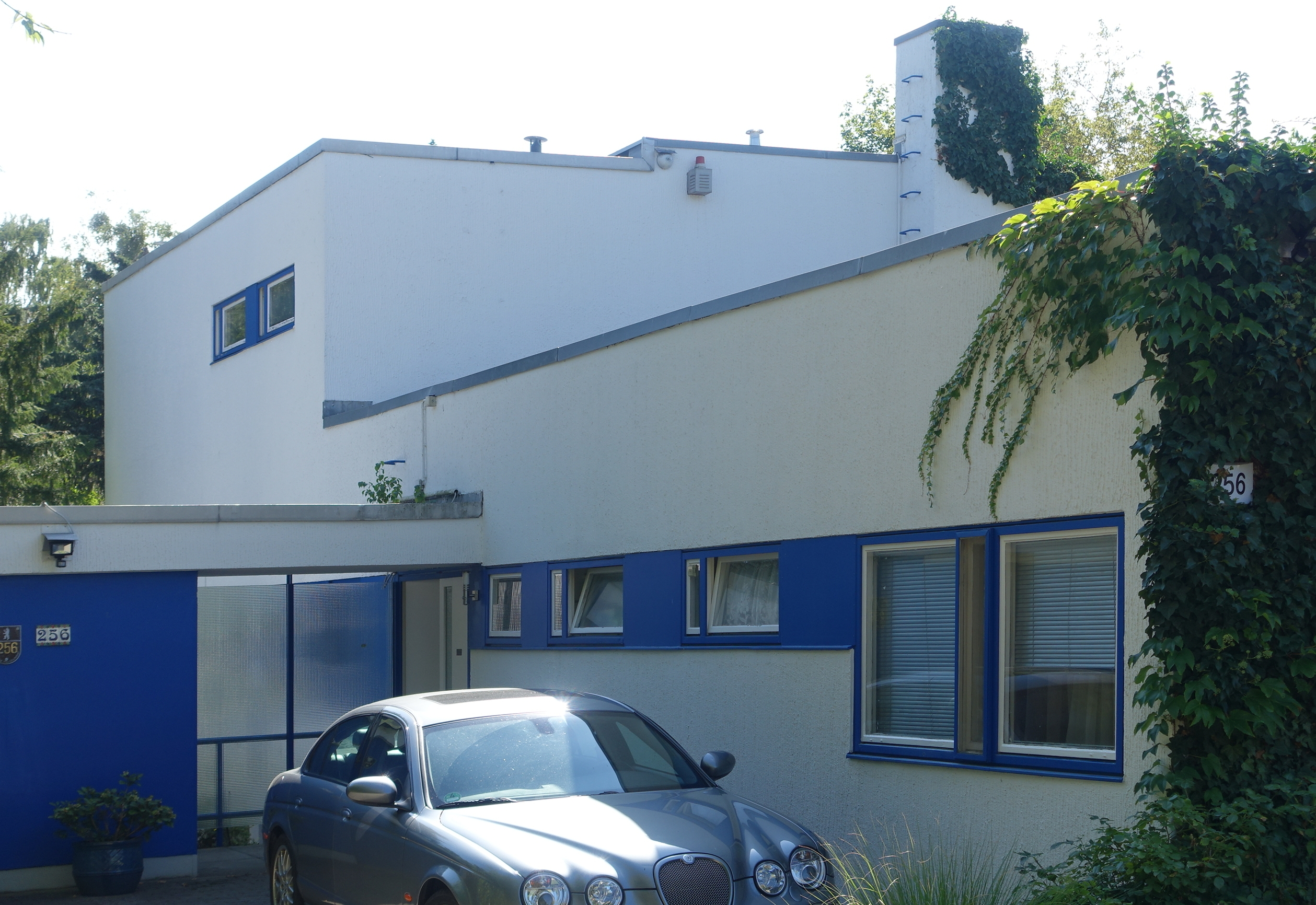
Haus Dr. Schätzing (1961)
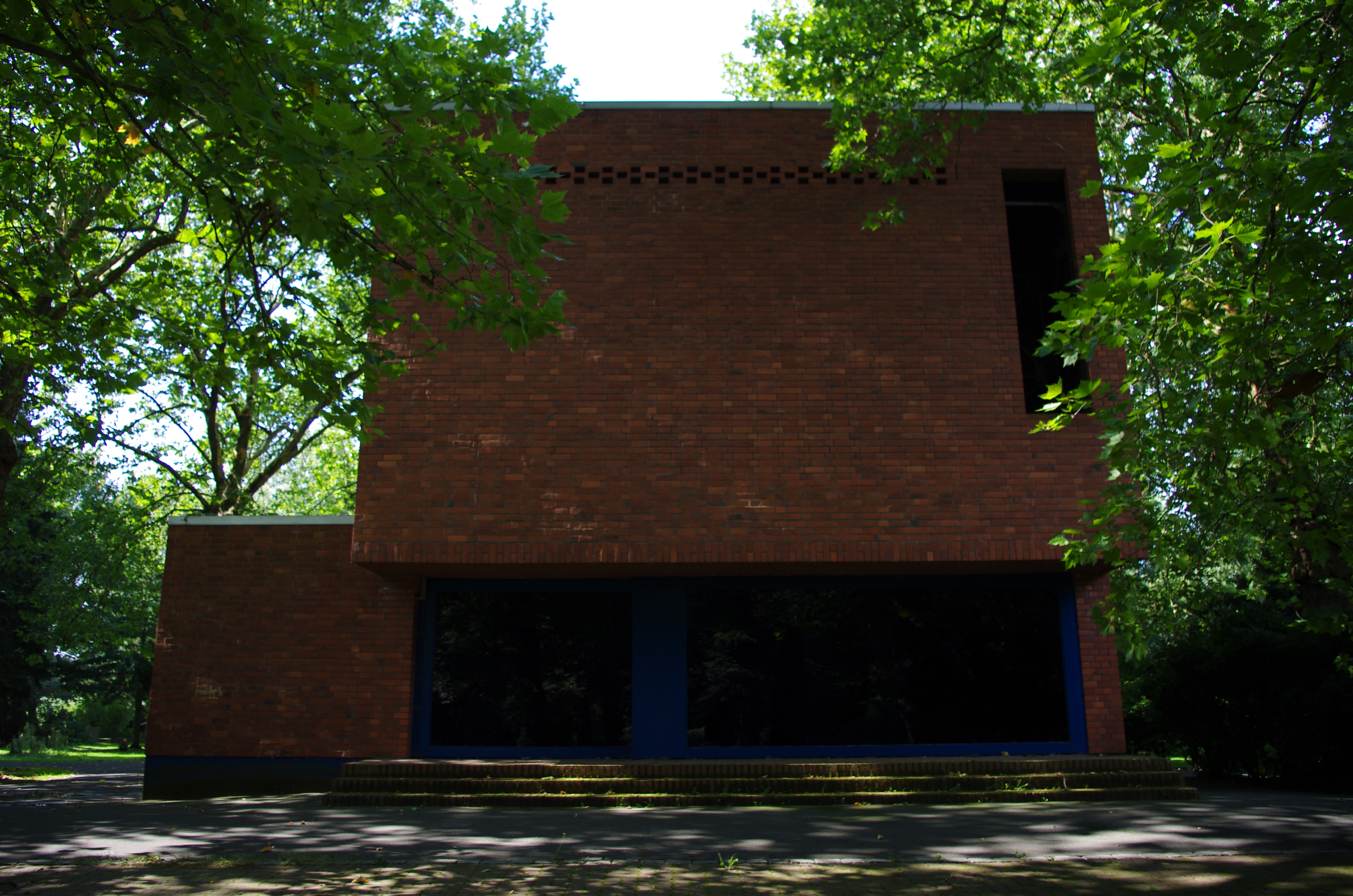
Kapelle auf dem Friedhof St. Johannis und Heiland, Nordufer 31 (1961–64)
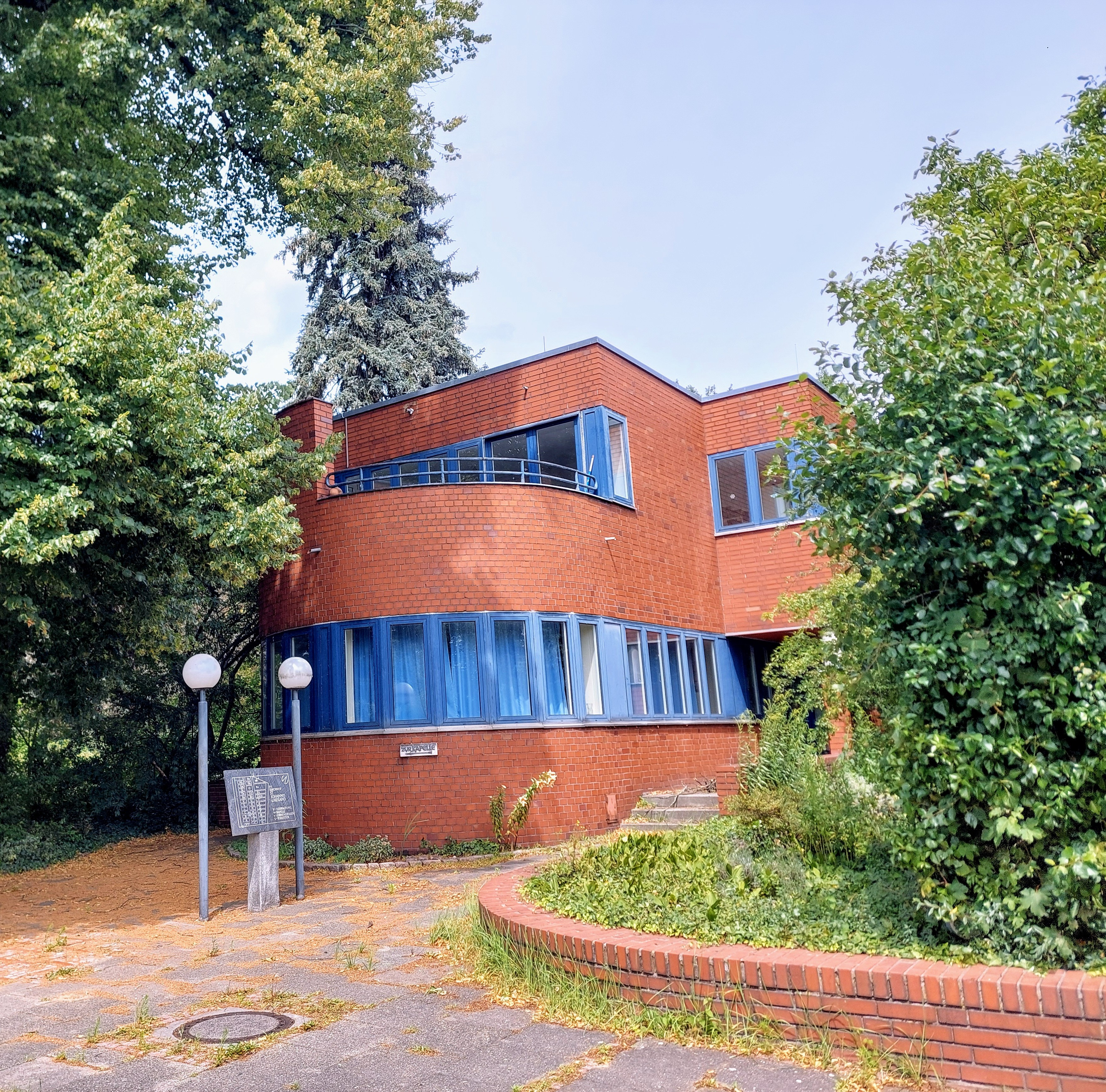
Verwaltungsgebäude des Friedhofs St. Johannis und Heiland, Nordufer 31 (1970)
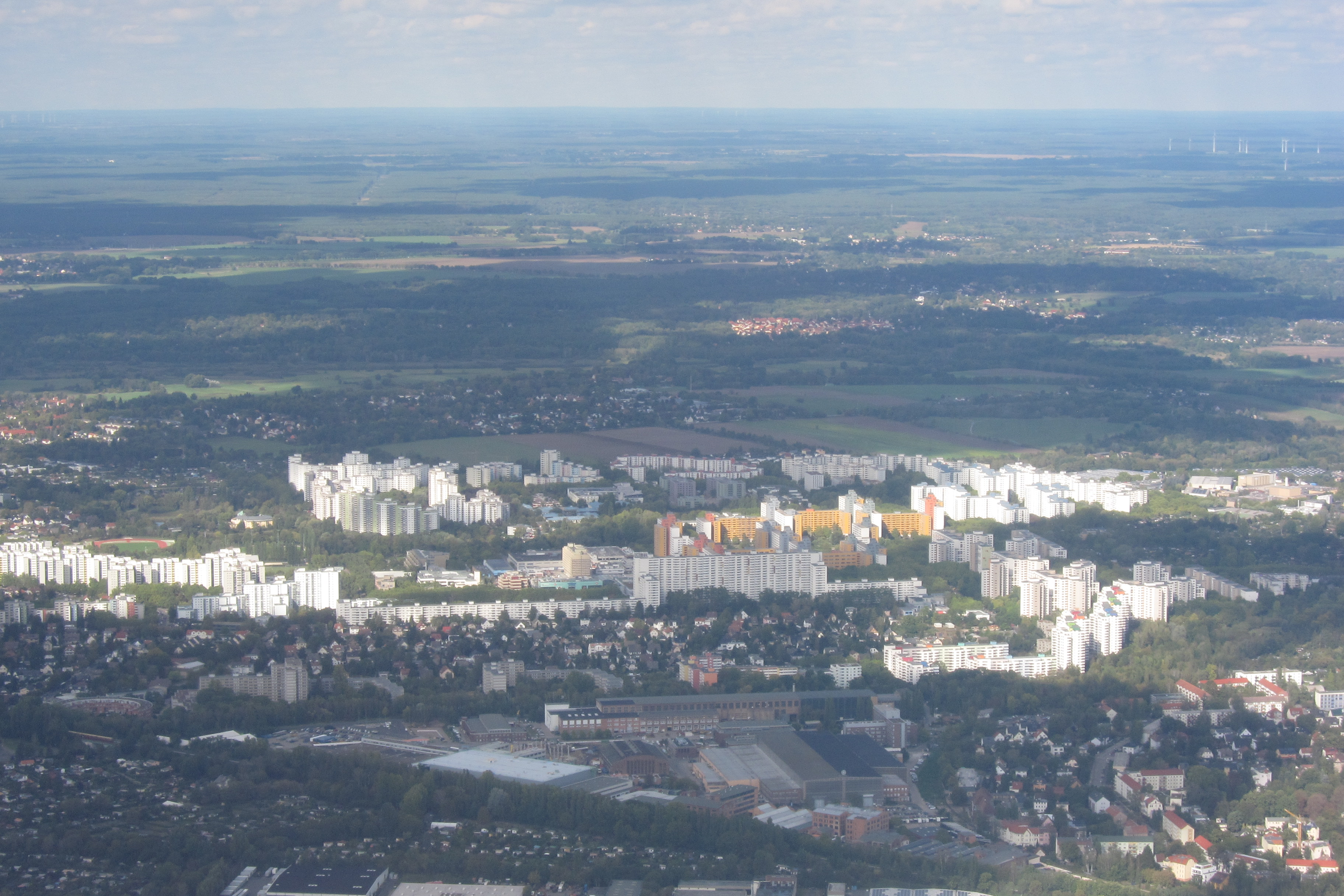
Märkisches Viertel (1962–1974)
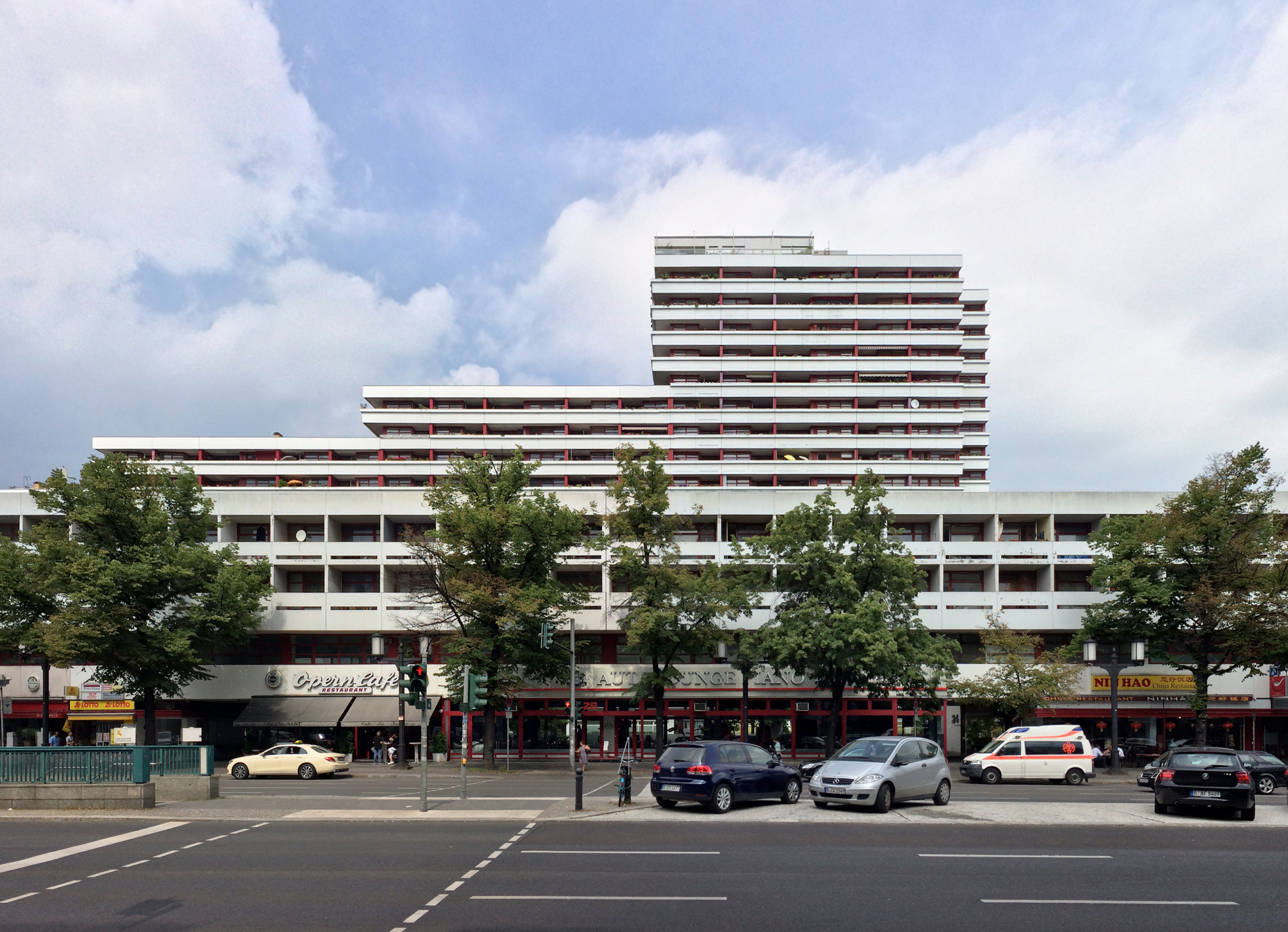
Opernviertel-Nord (1966–1969)
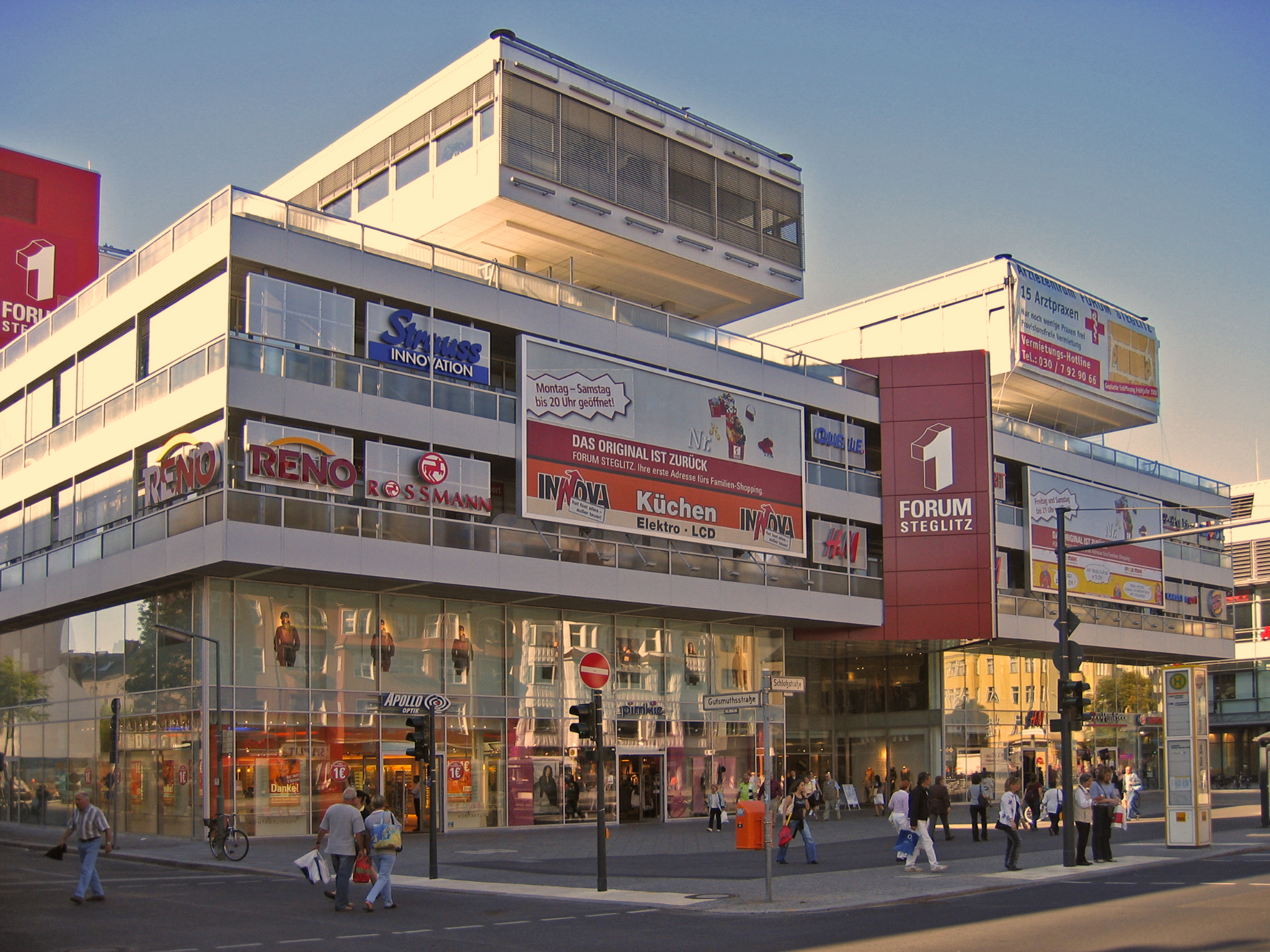
Forum Steglitz (1970)
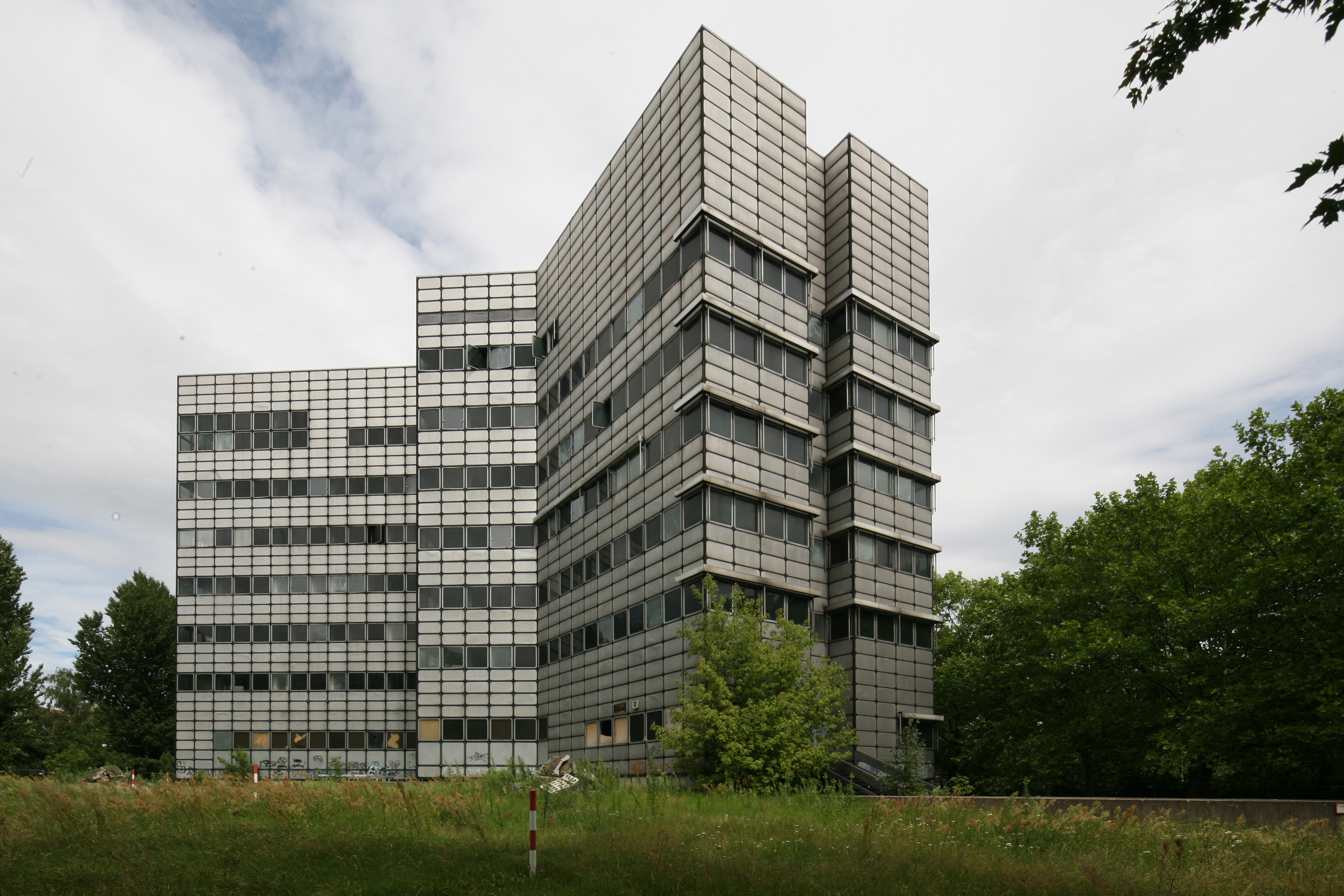
Ehemaliges Konsistorium der EKBO (1971); 2011 abgerissen
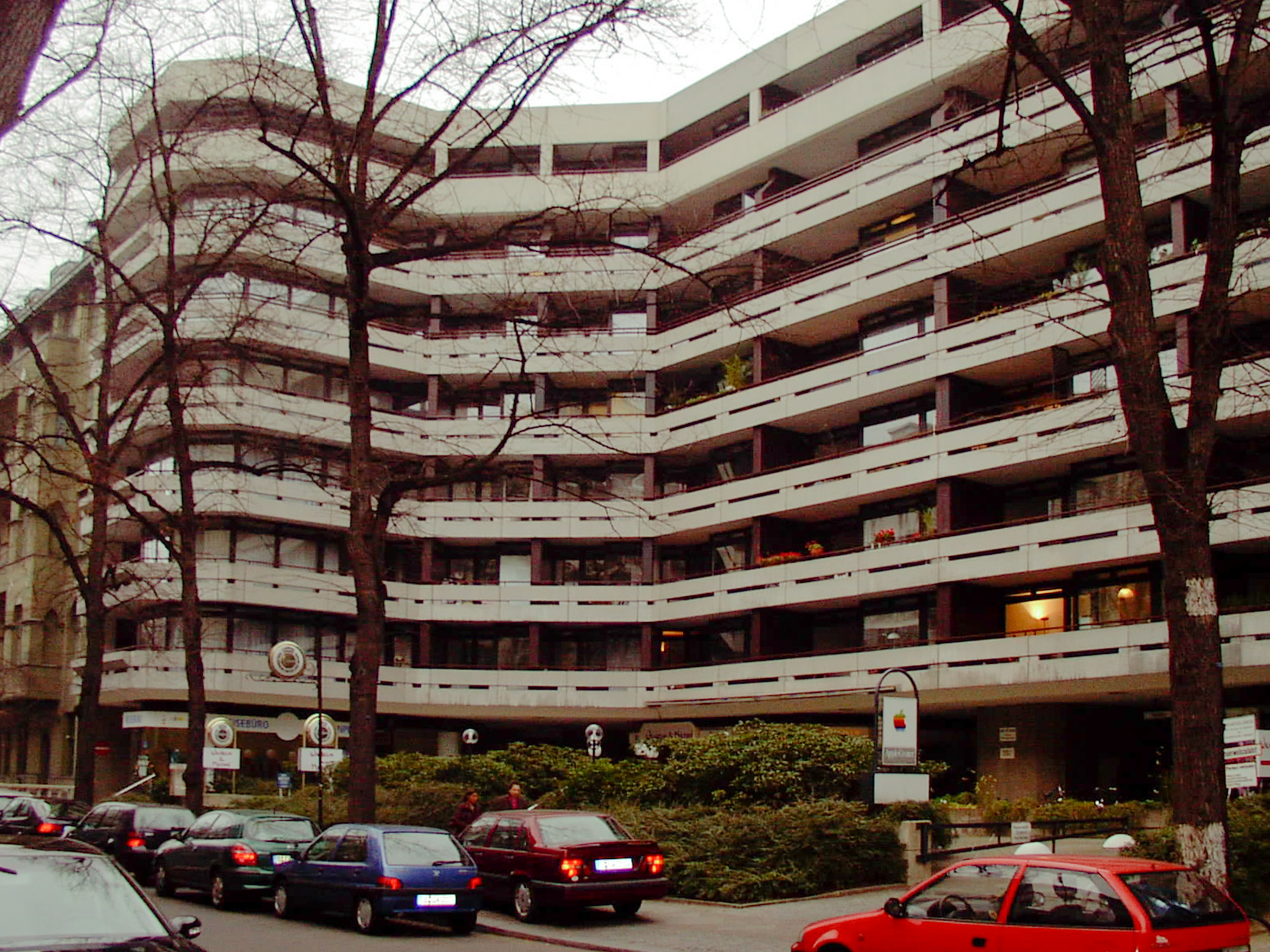
Apartmenthaus Uhlandstraße 195/196 (1976)
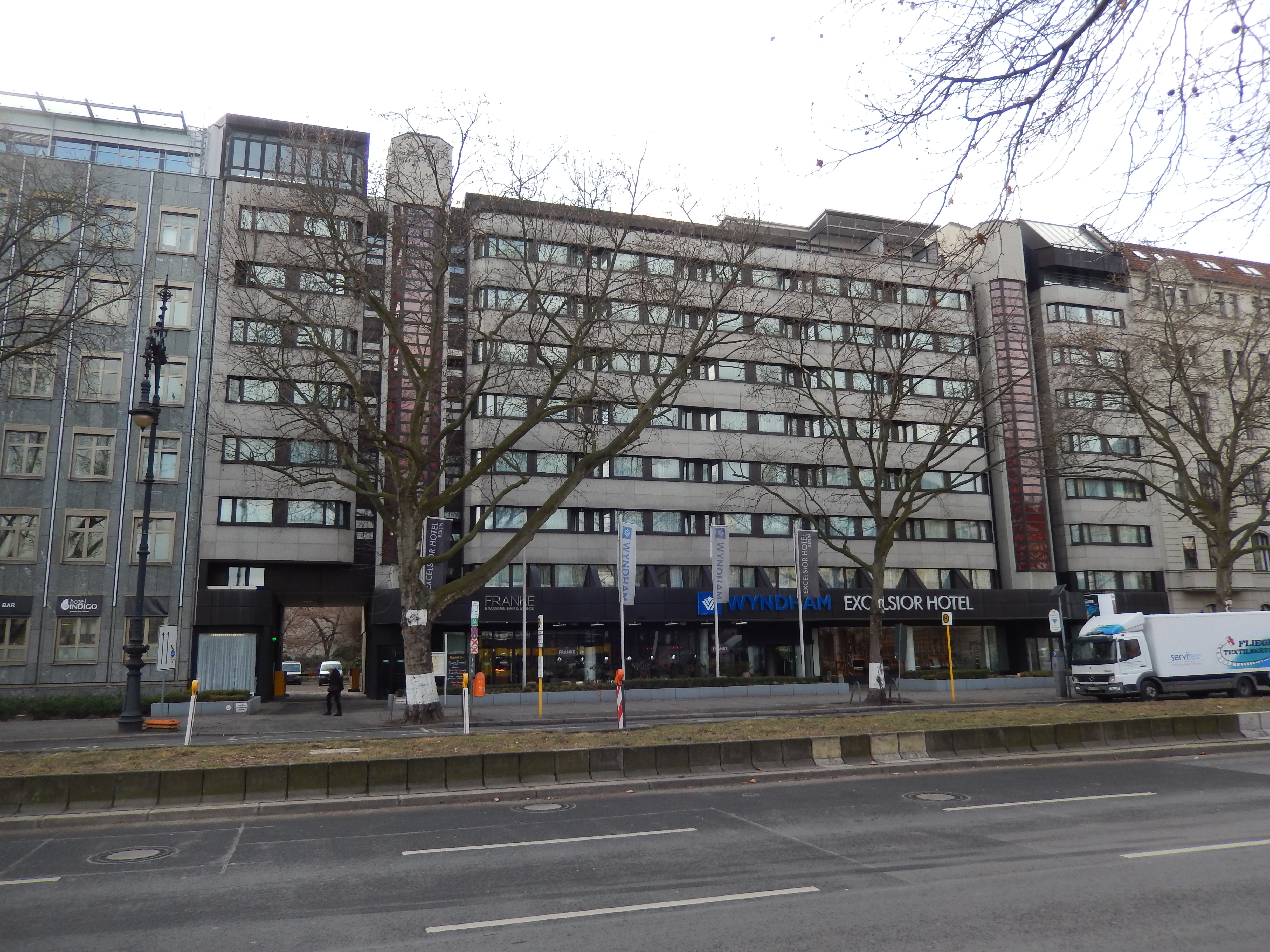
Hotel Excelsior (1978–1979)
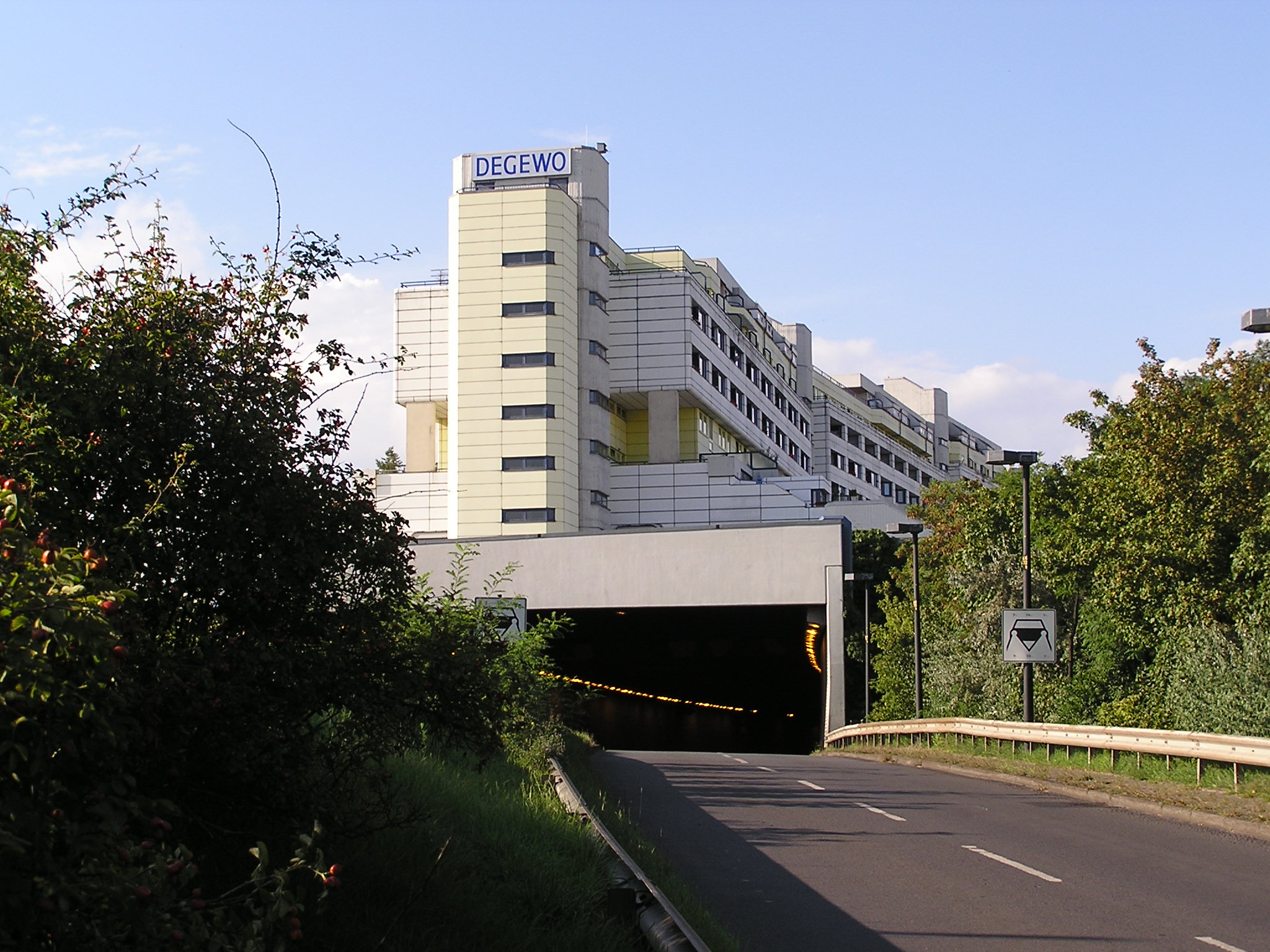
Wohnanlage Schlangenbader Straße (1971–1981)